# Васко Липовац
Васко Липовац (Котор, 14. јун 1931 —  Сплит, 4. јул 2006) хрватски је сликар, вајар, графичар, дизајнер, илустратор и сценограф пореклом из Црне Горе.
Остао је запамћен по својој минималистичкој фигурацији и употреби интензивне, немодуловане и често дисонантне палете.  Са изузетком његовог раног уметничког периода (геометријскa апстракцијa), до краја ликовног стварања остао је одан фигурацији. Радио је у разним техникама и подједнако вешто користи високо полирани метал, дрво, емајл, теракоту или полиестер,  за израду својих скулптура, рељефа и инсталација.

## Живот и каријера
Рођен је у Котору 14. јуна 1931. у коме је провео детињство и завршио основно школовање. Дипломирао је на Академији примењених уметности у Загребу 1955. године, и исте године постао сарадник мајсторске радионице Крсто Хегедушића, у којој је стварао све до 1959. године.
Пореклом из Котора, Липовац је дошао у Сплит са 36 година и овом граду препознао средину у којем може живети и изградити сопствени  свет. У Сплит је дошао 1967. године и у њему је живео и стварао до своје смрти, али се често враћао и у родни Котор.
Његова последња већа изложба, „Море, спорт, Еротика, Три пута Липовац“, постављена је у уметничкој галерији у Сплиту у мају 2006. године, само неколико недеља пре његове смрти.
Преминуо је 4. јула 2006. у Сплиту, у 74 години живота.

## Ликовно стваралаштво
Ликовно стваралаштво Васка Липоваца сврстава се у ред најпознатијих хрватских уметника по мотивима морнара и бродова, и циклуса скулптура „Бициклисти“. Уметност Васка Липовца - сликара, вајара, графичара, дизајнера, илустратора и сценографа је уметност Медитерана, са мушкарцем у центру, добро је препознатљивости „рукопис“, прихваћеног истовремено од уметничке критике и шире публике, прихваћеног уметника.

Као признати уметник, Васко Липовац је био постмодерниста чије су слике и скулптуре, као и сценографија, лутке и друга дела, увек препознатљиве по изразито медитеранској атмосфери, пуној боје и изузетног хумора. 
| „ | Заправо може се рећи да је...инспирисан аутохтоним медитеранским традицијама и баштином...Липовац...успео да створи аутентичан, високо комуникативан опус заснован на...традицијама али и...савременом, морфолошки оригиналном, сажетом визуелном језику. | ” |

А сталним истраживањем материјала и форме, у готово 40 година плодног рада на Медитерану, овај топли и ведри свет Васка Липоваца је непрестано у процвату и расту.

### Сценографија и луткарство
Од средине 1980-тих Липовац је извео неколико врло успешних „излета” у сценску уметност (сценографију, луткарство, костимографију), што је резултовало освајањем престижне награде на манифестацији „Марулови дани 1991”. за сценографију у представи Мука спаситеља нашега.
Његови уметнички радови у сценску уметност укључују следеће сценографије, костиме и лутке:
| Сезона  | Сценско дело                                            | Место извођења                                       | Липовчеве сценске креација    |
| ------- | ------------------------------------------------------- | ---------------------------------------------------- | ----------------------------- |
| 1984/85 | Хомер, Л. Паљетак, Одисејева путовања                   | Луткарско позориште „Пионир”, Сплит                  | Лутке и сценографија          |
| 1985/86 | Клод Дебиси, Кутија играчака М. Равел, Daphnis et Chloé | Хрватско народно казалиште у Сплиту                  | Сценографија и костимографија |
| 1990.   | М. Ветрановић, Како братја продаје Јозефа               | Дубровачки љетни фестивал                            | Сценографија                  |
| 1991.   | Муке нашег Спаситеља                                    | „Марулови дани”, Хрватско народно казалиште у Сплиту | Сценографија                  |
| 2001.   | И. Тијардовић, Мала Флорами                             | Хрватско народно казалиште у Сплиту                  | Сценографија                  |
| 2001.   | Сервантес, Дон Кихот                                    | Градско казалиште младих Сплит                       | Сценографија                  |

### Опремање књига
Васко Липовацадио је радио и илустрације за неколико књига, од којих су значајније:
- П. Златар, Откључани глобус. Загреб, 1982. године.
- Ј. Фиаменго, Долазак на хлеб. Загреб, 1998. године.

### Популарна уметност
У популарној култури стваралштво Васка Липовца послужило је као инспирација у следећим делима:
- Брод у боци (1971) - књига поезије Арсена Дедића инспирисана је Липовчевом сликом морнара који брод држи у боци.
- Тако лијепа (2004) - песма с албума  „Мале Ствари”  хип-хоп групе Елементал.
- Типковнице у Зрак (2004) - песма рап групе Дјечаци.
- Астролаб за Васка Липовца (2011) - песма Јакше Фиаменго
- Бициклисти (2018) - кратки анимирани филм Вељка Поповића

## Галерија
- Марко Марулић (2006), Вуковар
- Краљ (1978), Хотел Президент, Дубровник
- Слика/инсталација (2006)
- Цртеж (2003)

## Признања
- 1968. —  5. Плави салон, Откуп у Задру, Награда Цетињског салона, Цетиње
- 1969. —  Награда за зимском салону 1969., Херцег Нови
- 1970. —  Годишња награда народноослободилачког покрета „Слободна Далмација”, Сплит
- 1971. —  Награда за вајарство 6. загребачког салона, Загреб
- 1971. — Награда за скулптуру 3. сплитског салона, Сплит
- 1972. — Награда за откуп Вечерњег листа 7. Загребачка изложба југословенске графике, Загреб
- 1972. — Награда за откуп 7. Загребачка изложба југословенске графике, Загреб
- 1972. — Награда за откуп на 1. бијеналу савремене хрватске графичке умјетности, Сплит
- 1975. — Признање на 2. Југословенско бијенале мале пластике, Мурска Собота
- 1975. — Награда за скулптуру 1975. 7. салона Сплит, Сплит
- 1978. —  Награда Григор Книгхт за илустрацију, Загреб,
- 1978. —  Награда за кипарство, 7. Медитеранско бијенале, Александрија
- 1979. —  Награда града Сплита, Сплит
- 1981. —   Награда за искупљење, Југословенски бијени мали пластични материјал, Мурска Собота
- 1986. —  Награда Ернануела Видовића сплитског салона, Сплит
- 1986. —  Свечана церемонија отварања Седмог југословенског бијенала мале пластике, Мурска Собота
- 1988. —  Награда за откуп 14. Изложбе цртежа у Загребу, Загреб
- 1993. —  Откупна награда за споменик краљу Петру Крешимиру, Шибеник
- 1995. —  Прва награда за споменик Дражену Петровићу, Загреб
- 1996. —  Награда Сплитски салон, Сплит
- 1997. —  Награда хрватског фестивала акварела, Загреб
- 1998. —  2. меморијална награда „Марка Марулић”, Загреб
- 2003. —  Награда за графичко бијенале, Сплит
- 2003. —  Велика награда 3. Хрватског трогодишњег акварела, Карловац
- 2006. —  Награда за животно дело, Слободна Далмација, Сплит

Њему у част  Свеучилишна галерија Васко Липовац носи његово име.